# 甲州三坂水面
「甲州三坂水面」（こうしゅうみさかのすいめん）は、葛飾北斎の名所浮世絵揃物『冨嶽三十六景』全46図中の1図。落款は「前北斎為一筆」とある。

## 概要
本作品は山梨県南都留郡富士河口湖町から山梨県笛吹市御坂町をつなぐ御坂峠を下った先の河口湖湖畔からの眺望を描いたものとされる。画面中央にはうの島、妙法寺が描かれ、湖畔の集落である勝山村と長浜村と思われる建物も確認できる。
湖面には逆さ富士がうっすらと描かれているが、本来の鏡像ではなく、点対称のような現実には起こり得ない位置関係で構成されている。また、実物の富士山は雪の無い夏富士を描きながら、湖面の富士山は冠雪させた表現となっており、一枚の画面の中に富士山の二面性を表現しようと試みた作品となっている。